# Costaricia werckleana
Costaricia werckleana là một loài thực vật có mạch trong họ Dennstaedtiaceae. Loài này được H. Christ miêu tả khoa học đầu tiên năm 1909.